# Periclina apricaria
Periclina apricaria là một loài bướm đêm trong họ Geometridae.